# CNNセンター

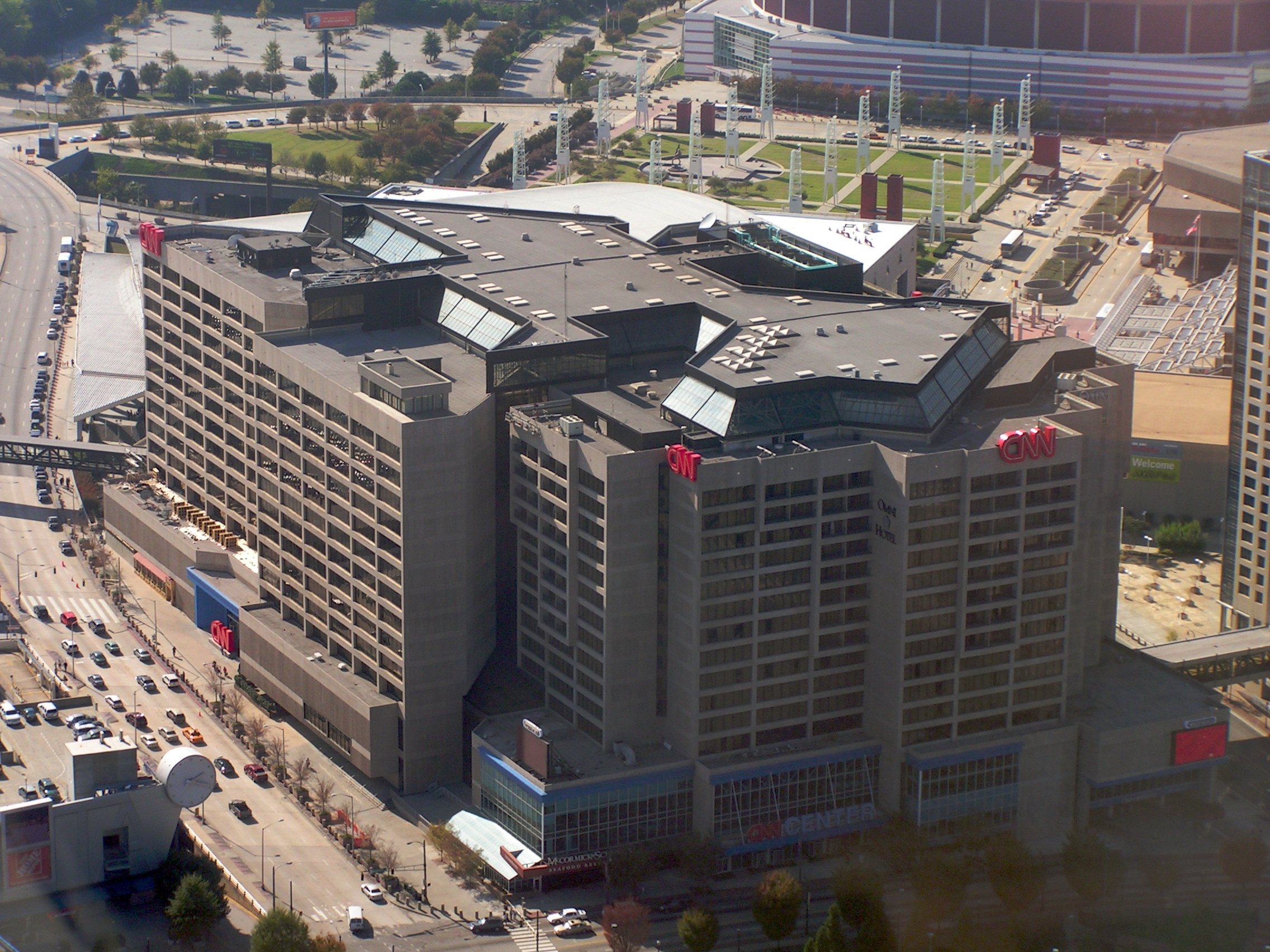
CNNセンター

CNNセンター（シーエヌエヌ・センター CNN Center）は、ジョージア州アトランタにある建築物である。1987年からCNNは本社として利用しており、テレビ番組のスタジオ、CNN Overlookと呼ばれるニューズオフィスとして利用している。CNNセンターは2008年にアトランタで発生した竜巻により周辺がダメージを受けた。CNNセンターでは、午前9時から午後5時の間にCNNスタジオツアーというツアーを開催している。